# جانشینی آروماتیک رادیکال-هسته‌دوست
جانشینی آروماتیک رادیکال-هسته‌دوست یا SRN۱ در شیمی آلی نوعی واکنش جایگزینی است که در آن یک استخلاف خاص در یک ترکیب آروماتیک توسط یک هسته‌دوست از طریق یک گونه رادیکال آزاد واسطه جایگزین می‌شود:
استخلاف X یک هالید است و هسته‌دوست‌ها می‌توانند سدیم آمید، آلکوکسید یا یک هسته‌دوست کربنی مانند انولات باشند. برخلاف جانشینی هسته‌دوست آروماتیک معمولی، گروه‌های غیرفعال‌کننده بر روی آرن مورد نیاز نیست.
این نوع واکنش در سال ۱۹۷۰ توسط بانت و کیم کشف شد. عبارت SRN۱ مخفف جانشینی تک‌مولکولی رادیکال-هسته‌دوست است زیرا دارای خواصی مشابه با یک واکنشSN۱ آلیفاتیک است. نمونه‌ای از این نوع واکنش، واکنش سندمیر است.

## همچنین ببینید
- کاهش بیرچ
- جانشینی هسته‌دوست آروماتیک